# Wasilij Ostrowski
Wasilij Borisowicz Ostrowski (ros. Василий Борисович Островский; ur. 1946) – radziecki tancerz, Zasłużony Artysta RFSRR.

## Życiorys
W 1966 ukończył Leningradzką Szkołę Choreografii, w latach 1967-90 tańczył w Leningradzkim Małym Teatrze Opery i Baletu.

## Nagrody i odznaczenia
- Zasłużony Artysta RFSRR (1982)[1] .